# فومارات الحديد الثنائي
 فومارات الحديد الثنائي  مركب كيميائي له الصيغة C4H2FeO4، وهو ملح الحديد لحمض الفوماريك، ويكون على شكل بلورات حمراء برتقالية.
يستخدم فومارات الصوديوم كعلاج لمرض فقر الدم بعوز الحديد.